# Роденбек
Роденбек (нем. Rodenbek) — община в Германии, в земле Шлезвиг-Гольштейн. 
Входит в состав района Рендсбург-Экернфёрде. Подчиняется управлению Мольфзее.  Население составляет 491 человек (на 31 декабря 2010 года). Занимает площадь 7,09 км².